# Pierre Puyenbroeck

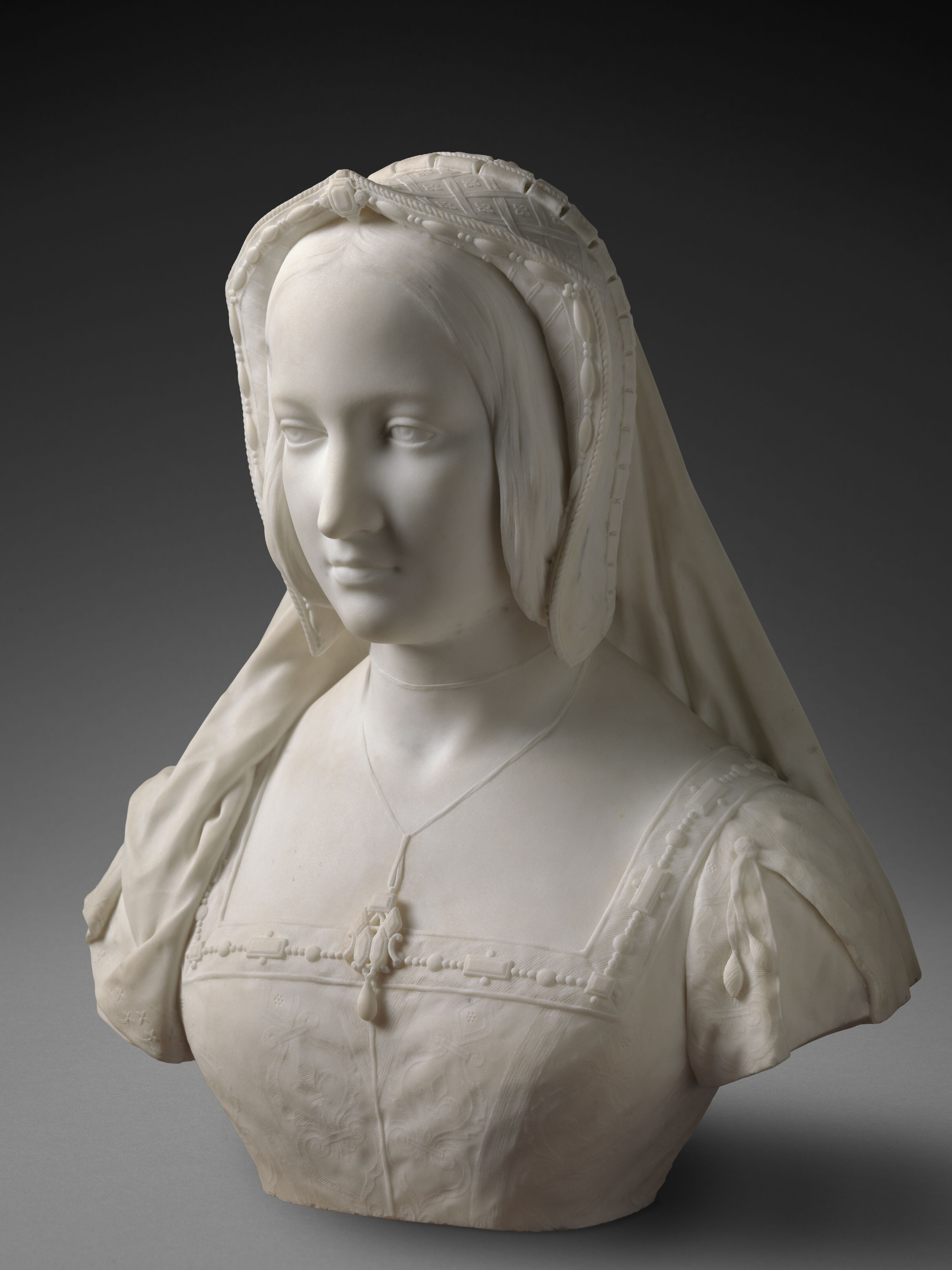
buste van Anna Boleyn (1839).

Pierre Puyenbroeck (Leuven, 1 maart 1804 – Schaarbeek, 17 maart 1884) was een Belgisch beeldhouwer.

## Leven en werk
Pierre Puyenbroeck was een zoon van schipper François Puyenbroeck en Marie Bredael. Hij studeerde aan de Koninklijke Academie voor Schone Kunsten van Brussel, als leerling van Gilles-Lambert Godecharle (1823-1825), later werkte hij in het atelier van Willem Geefs. Voor 1840 opende hij een eigen atelier, waar hij onder anderen Charles Auguste Fraikin en Eugène Lacomblé als leerling had. Hij trouwde met Constance Mees (overleden in 1835) en in 1840 met Anne Marie Van Assche (overleden in 1877).
Met de aantal opdrachten die Puyenbroeck voor de stad Brussel uitvoerde, kan hij worden beschouwd als stadsbeeldhouwer. Hij had weinig invloed op de beeldhouwkunst van zijn tijd, omdat hij vooral in opdracht werkte. Hij maakte onder meer beelden voor het stadhuis van Brussel; voor zijn beelden van acht burgemeesters van de stad werd 800 Belgische frank per stuk betaald, verhoogd met 100 frank per beeld bij tijdige levering. Later stelde hij zelf voor dertien beelden te maken voor 6000 Belgische frank. Dat aanbod werd dankbaar aanvaard en Puyenbroeck kreeg de opdracht dertien ridders en schildknapen te maken met wapenschilden van de Brusselse geslachten en die van het Leuvens en Brabants Huis. Puyenbroeck toonde zijn beelden op de Salons van Antwerpen, Brussel en Gent, de tentoonstelling van Levende Meesters bij Arti et Amicitiae in Amsterdam (1842, buste van Anna Maria van Schurman) en de International Exhibition in Londen (1862). De beeldhouwer werd in 1860 benoemd tot Ridder in de Leopoldsorde.
Pierre Puyenbroeck overleed op 80-jarige leeftijd.

## Enkele werken
- 1832: Toilette de Venus, in het Warandepark in Brussel.
- 1837: buste van Gilles-Lambert Godecharle, naar het zelfportret van Godecharle, collectie Koninklijke Musea voor Schone Kunsten van België (KMSKB).
- 1838: buste van Nikolaas-Jan Rouppe, stadhuis van Brussel.
- 1839: buste van Anna Boleyn, collectie M Leuven.
- 1840: mausoleum in de Sint-Jan-de-Doperkerk in Sint-Jans-Molenbeek.
- 1841: beeld van Gommarus voor de kerk in het Kamp van Beverlo.
- 1841: buste van Anna Maria van Schurman, collectie Nederlands Koninklijk Huisarchief. De buste was van 2000 tot 2018 geplaatst in de Beeldengalerij in het gebouw van de Tweede Kamer der Staten-Generaal, Den Haag.
- 1842: beelden van Sint-Jan van het Kruis, Sint-Filomena, Sint-Anna en Sint-Theresia voor het karmelietenklooster in Doornik.
- vanaf 1844 beelden van acht burgemeesters van Brussel (Guillam Pipenpoy, Nicolaas Swaeff, Hendrik van Witthem, Walter Vandernoot, Everaard t' Serclaes, Nicolaas van Heetvelde, Jan van Coudenberg en Jan van Locquenghem), Ermengarde, Judith, Lotharius I, Godfried III, Margareta van Limburg, Imagina van Loon, Hendrik I, Jan II van Brabant en zijn vrouw Margaretha van Engeland, Maria van Frankrijk, Isabella van Henegouwen, Margaretha van Oostenrijk en Karel V, 13 ridders en schildknapen voor het stadhuis van Brussel. Zijn beelden uit de serie van 1844 zijn later vervangen door anderen.[3]
- 1844: buste van schilder Joseph Paelinck, collectie KMSKB.
- 1844: twaalf beelden, waaronder de drie wijzen, voor het voorportaal van de  Sint-Goedelekerk in Brussel.[5]
- 1844-1845: buste van Guillaume Jacques Joseph Bosschaert, eerste conservator van het Museum van Brussel, collectie KMSKB.
- 1848: housnijwerk en biechtstoel voor de Sint-Ermelindiskerk Meldert.
- 1848: communiebank en altaar voor de Sint-Catharinakerk in Zuurbemde.
- 1852-1854: zes beelden voor de gevel van het stadhuis van Leuven.
- ca. 1854: beelden van Elisabeth van Portugal, Maximiliaan van Oostenrijk en Maria van Bourgondië voor de Lakenhalle van Ieper en aan de noordgevel die van Marguerite Voet, Jean Medens, Salomon Belle, Christine de Guyes, Pierre Broederlam en diens vrouw Beatrix.[6]
- 1867: kruisweg, altaar en communiebank voor de Sint-Romboutskathedraal in Mechelen.
- 1869: kruisweg voor de Sint-Goedelekerk in Brussel.[7]

## Fotogalerij

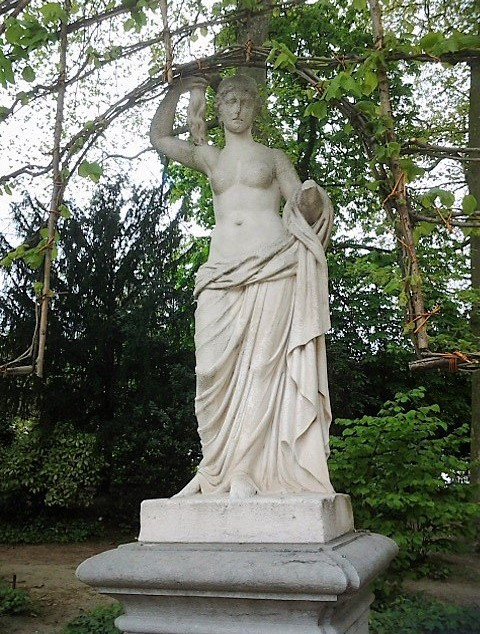
Toilette de Venus (1832)
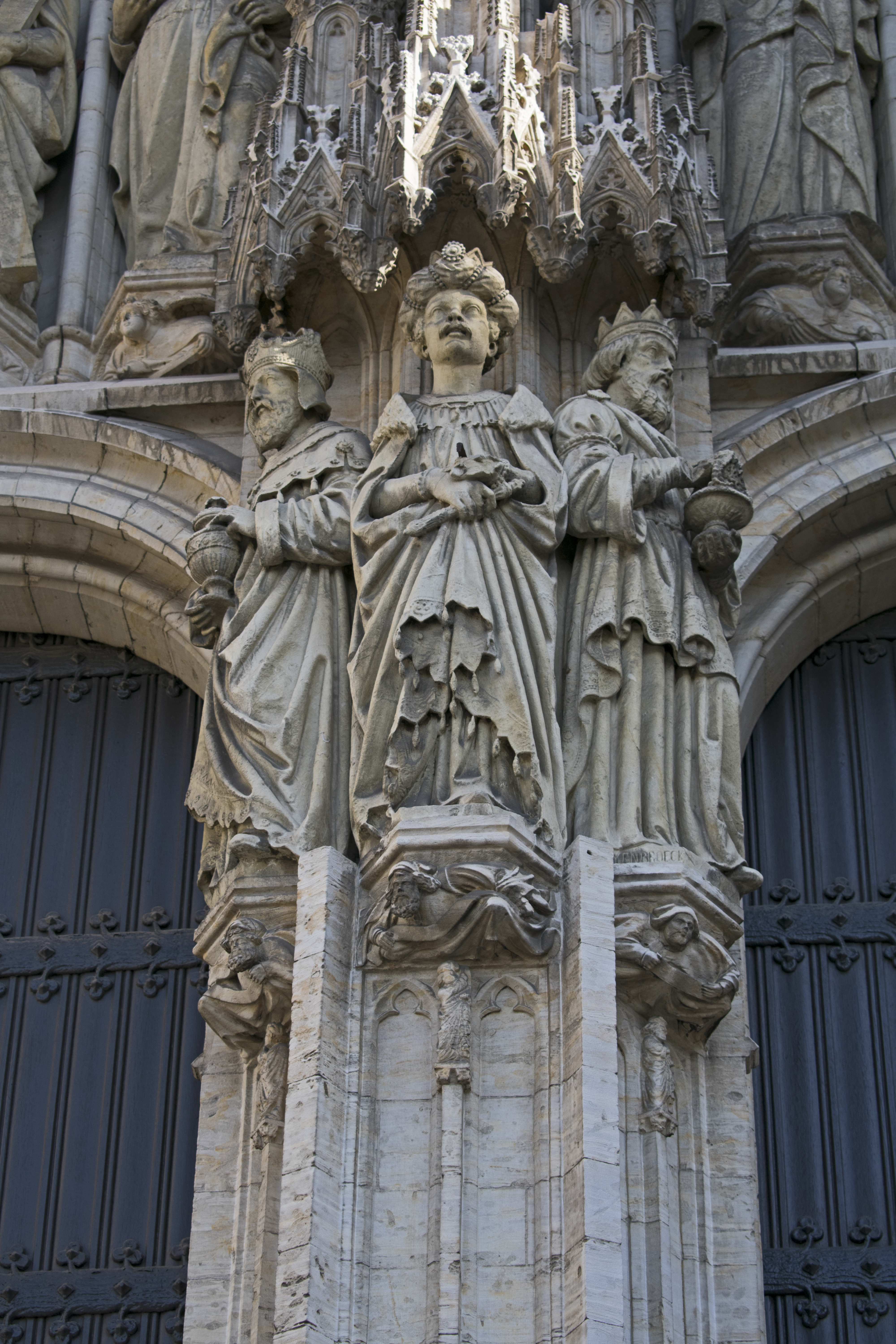
Drie wijzen (1844)
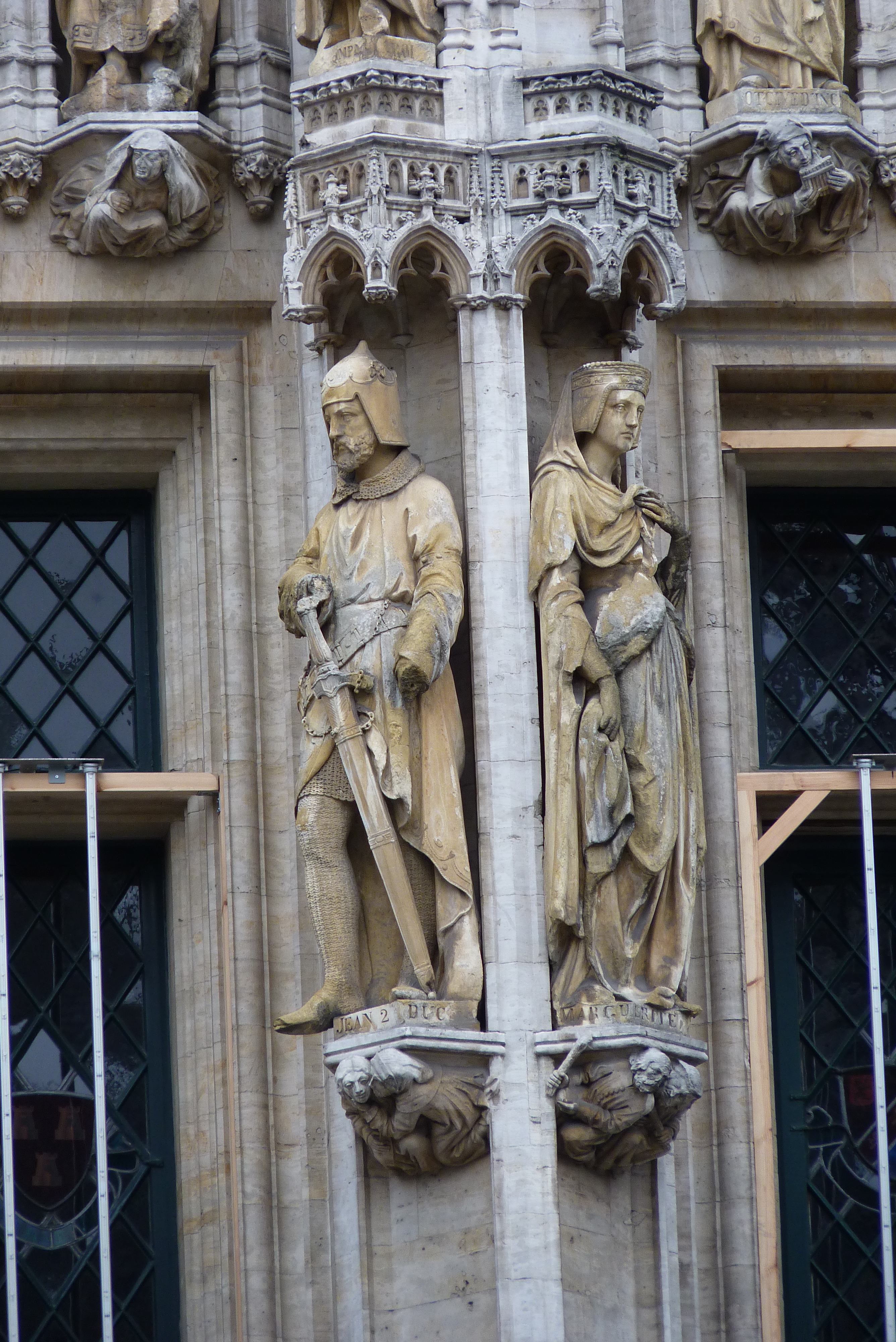
Jan II van Brabant en zijn vrouw Margaretha

- RKD-Nederlands Instituut voor Kunstgeschiedenis: 93848
- Virtual International Authority File: 155846647